# SN 2011fg
SN 2011fg – supernowa typu Ia-pec odkryta 20 sierpnia 2011 roku w galaktyce A232321+1647. W momencie odkrycia miała maksymalną jasność 16,60m.